# Giancarlo Flati

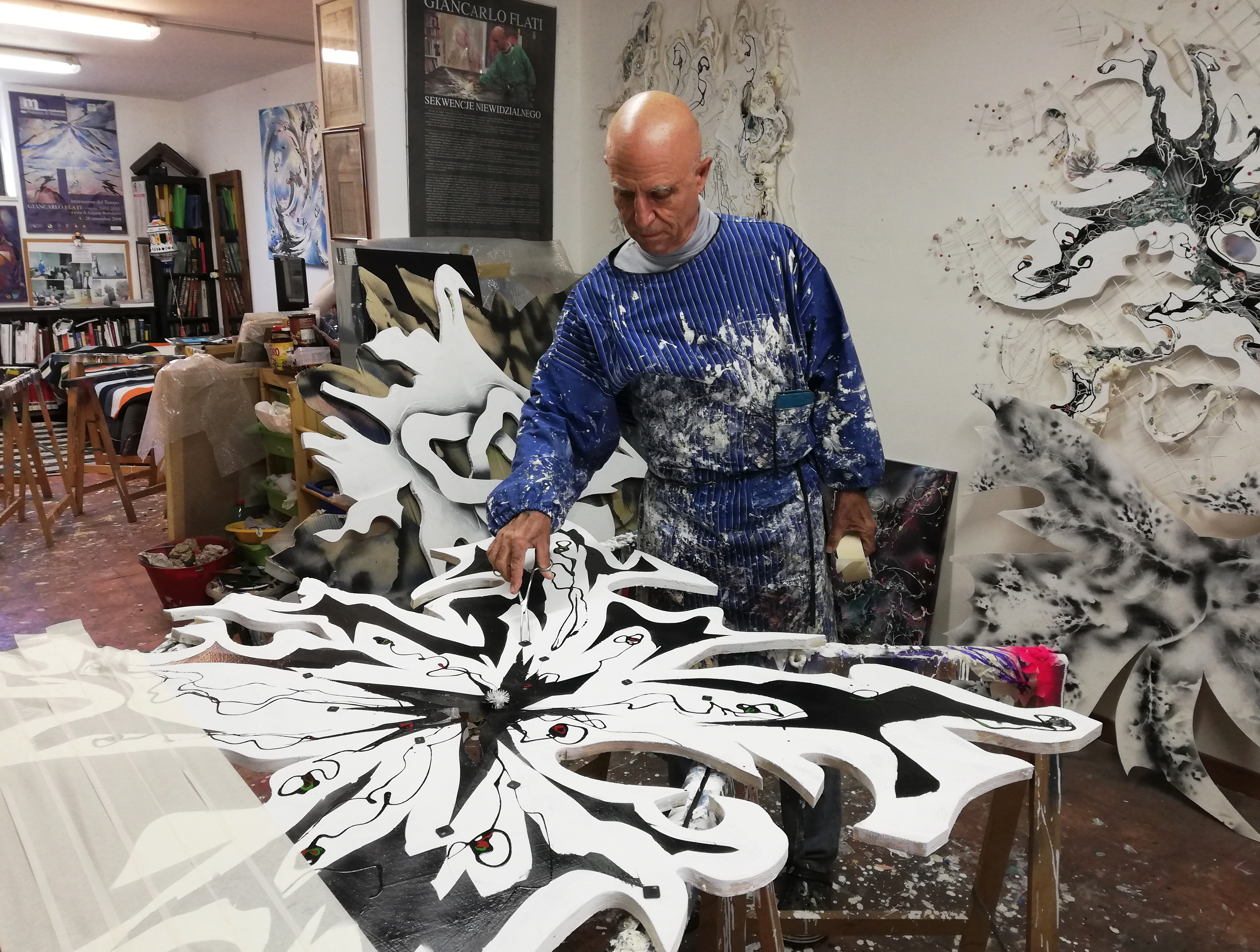
Giancarlo Flati nel suo atelier presso il Cantiere Aquilano (2021)

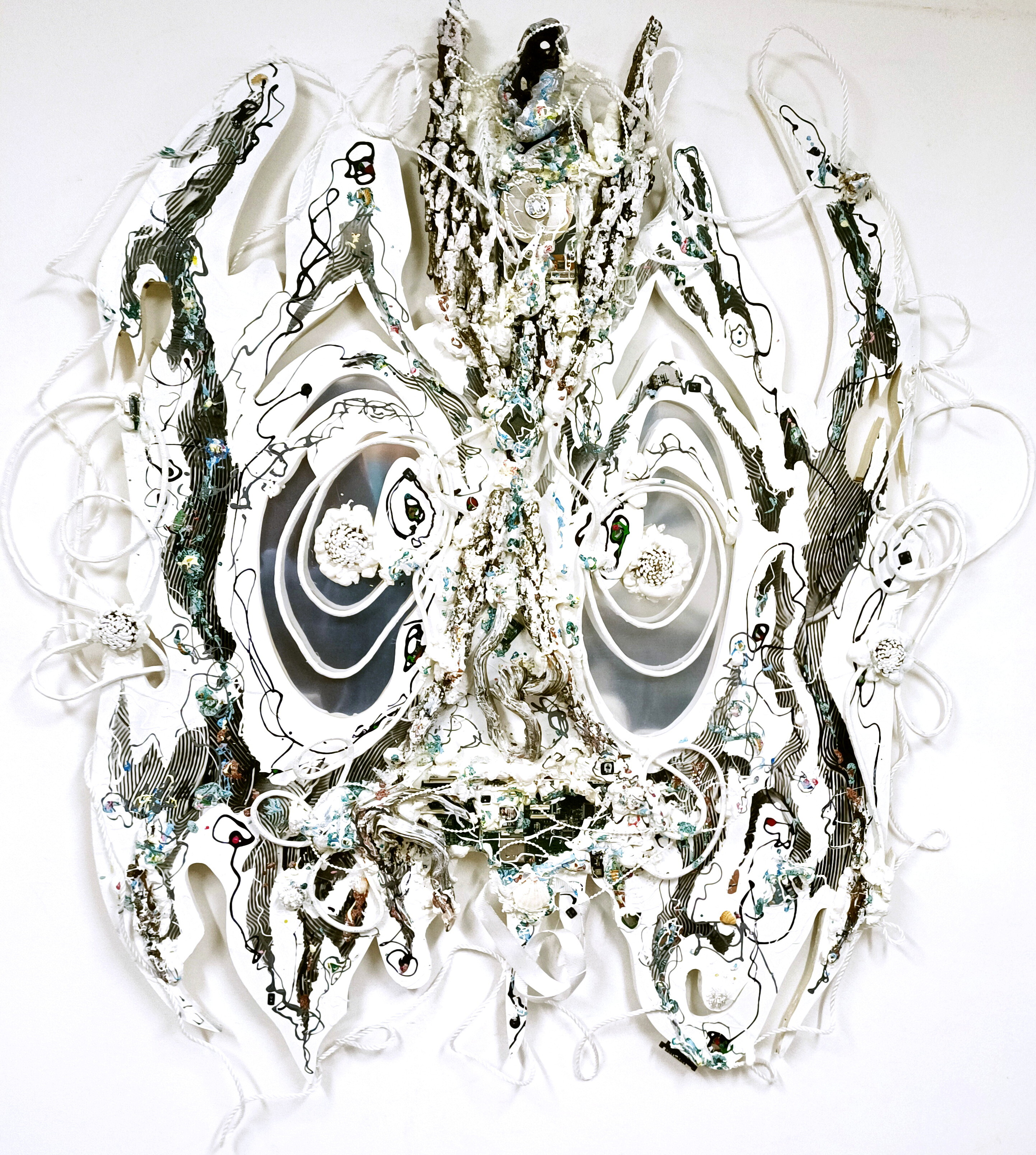
Ipermaschera immaginaria di Mabits 2 (2021)

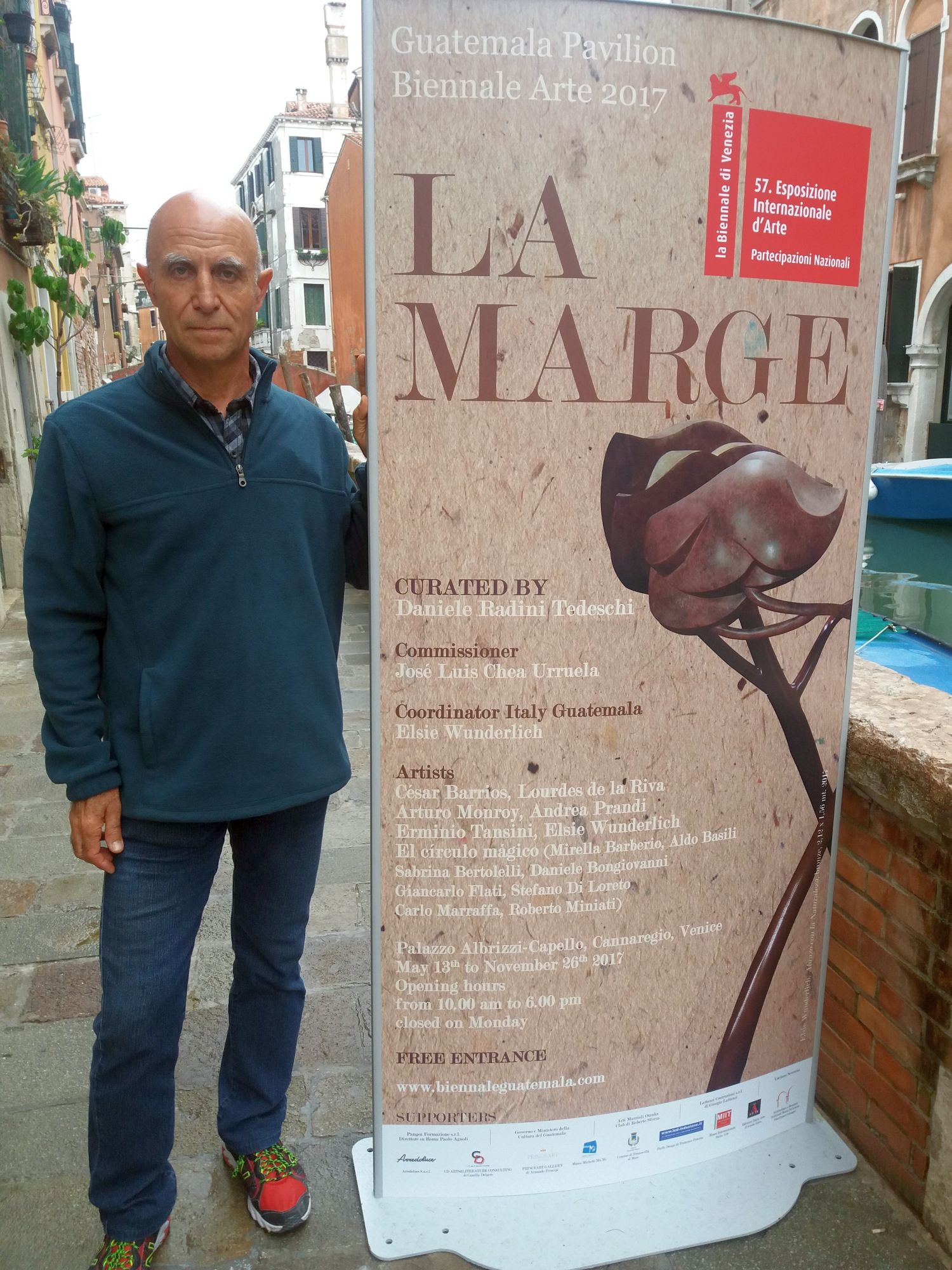
"La Marge" - El Circulo Magico, Padiglione Nazionale Guatemala 57.Esposizione Internazionale d’Arte - Biennale di Venezia (2017)

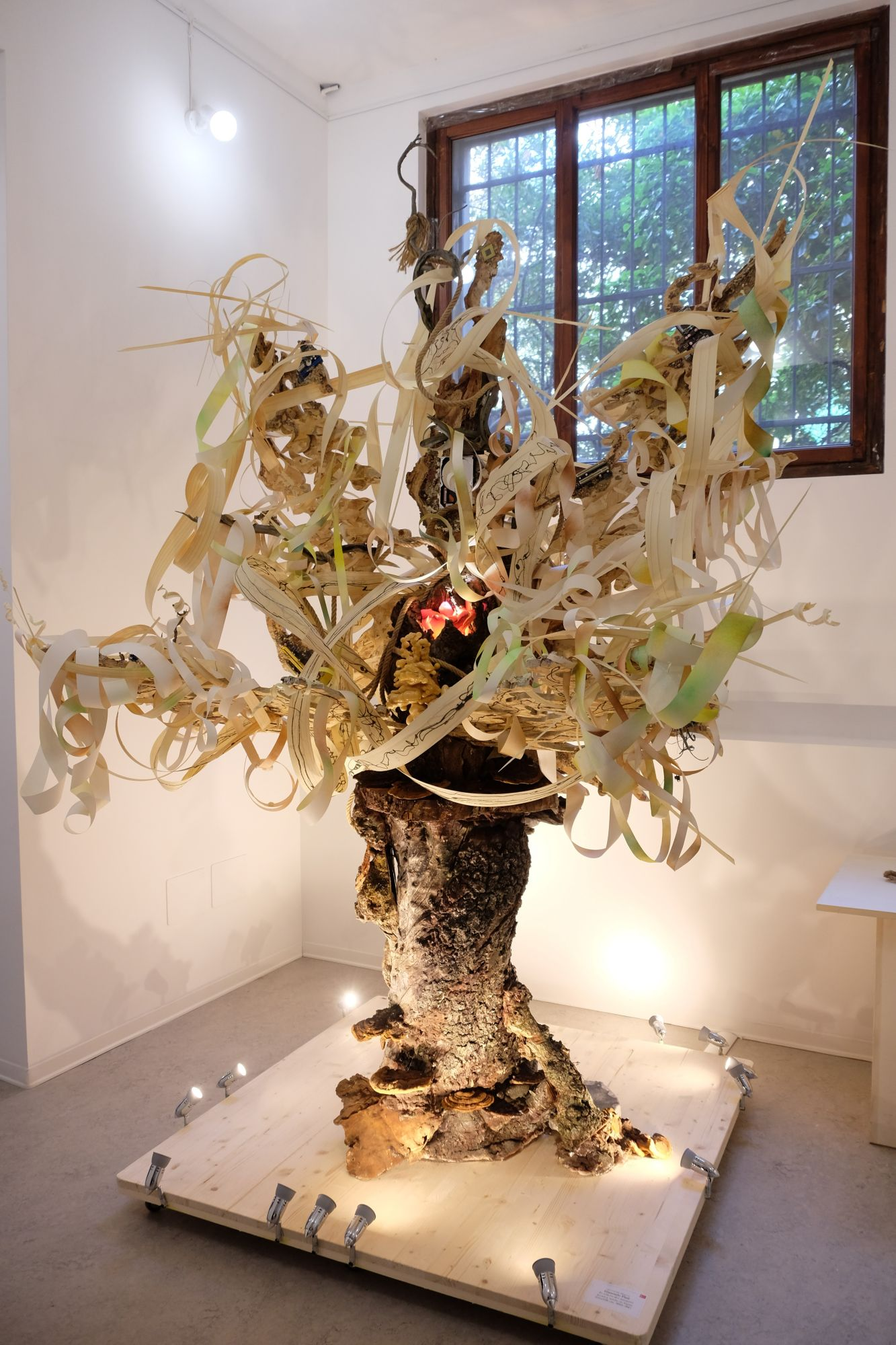
"Io albero dei Margini" - Biennale di Venezia (2017)

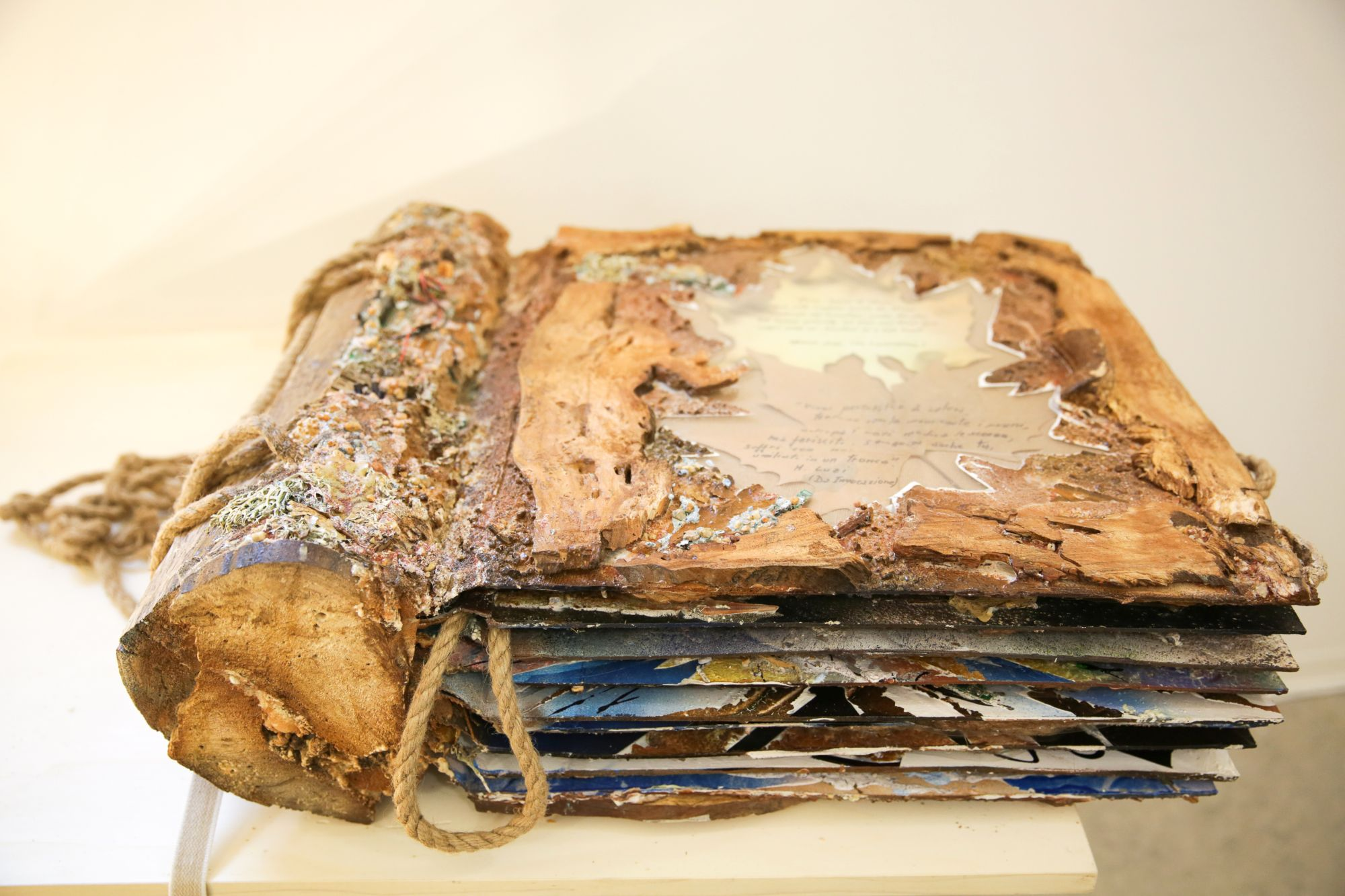
"Dal silenzio delle foglie" - Biennale di Venezia (2017)

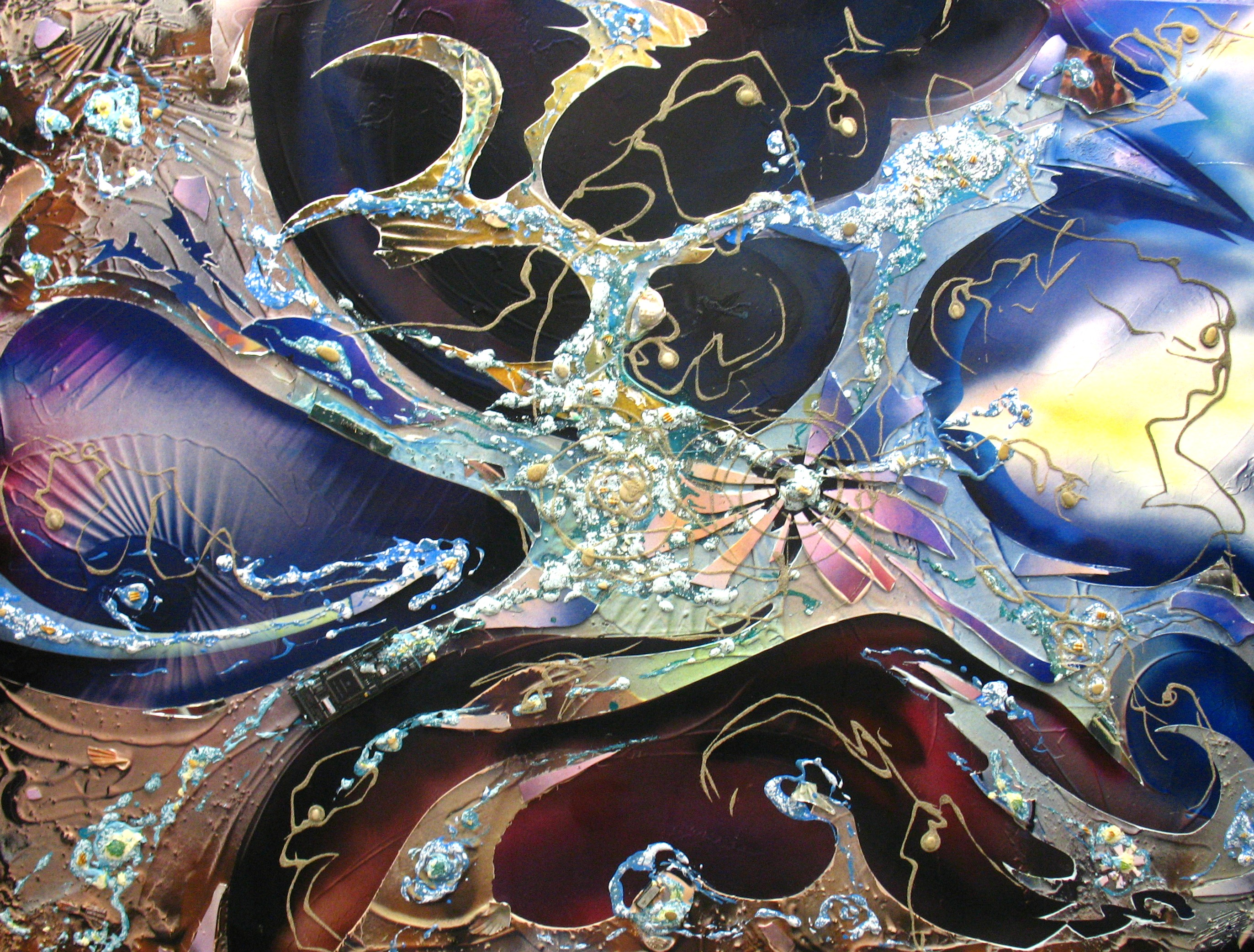
"Carnevale di memorie" (2007) - Collezione del Comune di Auronzo di Cadore, Belluno

Giancarlo Flati (L'Aquila, 11 maggio 1953) è un pittore, scrittore e chirurgo italiano.

## Biografia
A partire dal 1972 Flati effettua lunghi soggiorni presso Università e centri di ricerca in Svezia, Polonia, Germania, Norvegia, Spagna, USA, dedicandosi sia alla ricerca artistica che a quella chirurgica. Il suo percorso artistico viene profondamente influenzato dalla cultura "mittel" e nordeuropea.
Già microchirurgo, ricercatore di chirurgia generale e docente, sino al 2009, di Metodologia Medico Scientifica presso L'Università degli Studi di Roma "La Sapienza".
Nel 2009, dopo il sisma dell'Aquila, fonda e presiede l'Associazione "Cantiere Aquilano di Cultura Creativa ai Margini della Coscienza".

## Attività artistica
Dopo un lungo periodo figurativo (anni Settanta e Ottanta), Flati approda ad un lavoro di indagine artistica in cui tenta di trovare una sintesi tra scienza e arte.
A partire dagli anni Duemila, Flati indaga con la sua arte il significato estetico di un rivoluzionario rapporto mente-materia che rimette in discussione la classica rappresentazione della "realtà". Le teorie sull'olomovimento, sull'universo olografico e sul cervello olografico di David Bohm e Karl Pribram hanno portato infatti, alla fine del secolo scorso, il mondo della meccanica quantistica e quello delle neuroscienze a convergere su un nuovo modello di coscienza già contemplato dalla teoria dell'Ordine Implicato proposta da Bohm stesso negli anni settanta.
Nel 2017 nell’ambito della corrente artistica della Estetica Paradisiaca ideata dallo storico dell’arte Daniele Radini Tedeschi viene invitato alla Esposizione Triennale di Roma al Complesso del Vittoriano.
Nello stesso anno viene nominato dallo Storico dell’Arte Daniele Radini Tedeschi membro effettivo di El Circulo Magico, Padiglione Nazionale Guatemala, 57.Esposizione Internazionale d’Arte - la Biennale di Venezia e per l’evento scrive il libro “Ai margini della mente creativa” ispirato al tema “La Marge” (prefatore Daniele Radini Tedeschi) dove vengono descritti i concetti ed i fondamenti teorici delle opere “Io albero dei Margini” e “Dal Silenzio delle foglie”.
Nel 2020 ha fondato un nuovo movimento artistico teorizzandone i fondamenti nel manifesto “L’Albero dei Mabits. Manifesto per un Rinascimento Umano ed Artistico nel Tempo delle Nuvole Super Intelligenti”, pubblicato da Aracne Editrice nel 2020.
Nel 2021 ha partecipato alla Esposizione Triennale di Arti Visive di Roma - Palazzo Borghese - Galleria del Cembalo.
Nello stesso anno ha partecipato alla Selezione Premio ARTInGenioMuseum di Pisa con le seguenti sue opere ivi esposte in permanenza: 1) Rhythm’s breackytrough  2) Soul theorem. Omaggio a Grigory Perelman, 3) Trascendentsd 2.
Nel 2022 ha partecipato per la seconda volta alla Biennale di Venezia - la 59.Esposizione Internazionale d’Arte - Padiglione Grenada, dove ha esposto la sua opera Ipermaschera Immaginaria di Mabits 2.

### Attività di illustratore
Flati ha illustrato numerose pubblicazioni, sia di carattere letterario, sia di argomento scientifico. Tra esse:
- Elio Peretti, Na gulia de bbiangu, Siena, Editori del Grifo, 1990.
- Elio Peretti, Canto di fine giorno, L’Aquila, Graphic Press, 1994.
- Giancarlo Flati - Elio Peretti, Il colore delle parole, L’Aquila, Graphic Press, 1994.
- Elio Peretti, In Memoria, Ed. Colacchi, 2001.
- Elio Peretti, Nel pensier mi fingo, Ed. Colacchi, 2002.
- Frammenti di cieli e di paesi, Roma, Grafica Animobono, 2004.
- Sheep-Tracks and Transhumance - A Great Heritage, Archè Edizioni - Deltaensemble, 2008.
- Urology XXXV , 2:121-126, 1990.
- Microsurgery 14:628-633,1993.
- Japanese Journal of Surgery (Surgery Today), 30:104-105, 2000.
- Pancreatology,2:4-11,2002.
- Pancreas,26,1:8-14,2003.
- Fertility and Sterility 82 (6):1527-1531, 2004.
- Clinica Terapeutica 156 (5): 191-195, 2005.
- Clinica Terapeutica 157 (2): 95-103, 2006.
- Pietro Cugini, Addio all'infanzia, Società Editrice Universo, 2015, ISBN 978-88-6515-106-8.

### Esposizioni
Tra le esposizioni personali si ricordano in particolare "Sequenze dell'Invisibile" tenuta alla Rocca dei Rettori di Benevento, "Intersezioni del Tempo", svoltasi a Palazzo Venezia e "Dai Qbits ai nodi del Tempo?", organizzata nel 2012 all'Istituto Italiano di Cultura di Monaco di Baviera, ad Auronzo di Cadore e al Castello di Roncade.
È stato selezionato per le seguenti esposizioni:
- Biennale Internazionale D'Arte di Palermo 2013[17]
- Prima Biennale della Creatività Verona 2014[18]
- Biennale Internazionale di Arte e Cultura - Fiera di Roma 2015[19]
- The Miami Art Expo 2015 USA[20]
- Gallery Steiner 2015 Vienna[21]
- Esposizione Triennale di Arti Visive a Roma - Complesso del Vittoriano - Ala Brasini 2017[4]
- Collettivo "El Circulo Magico", Padiglione Nazionale Guatemala, 57.Esposizione Internazionale d'Arte - La Biennale di Venezia 2017[5]

### Contributi critici
Considerevole è l'interesse ed il consenso che autorevoli critici ed intellettuali (tra i quali Giorgio Agnisola, Vito Apuleo, Giuseppe Benelli, Luigina Bortolatto, Angelo Centonze, Sandro Dell'Orco, Zenon Grocholewski, Paolo Levi, Luciano Luisi, Dino Marasà, Roland Maszka, Katiusha Minicozzi, Renato Minore, Gioia Mori, Elio Peretti, Roberto Russo, Salvatore Russo, Alida Maria Sessa, Sandro Serradifalco, Claudio Strinati, Duccio Trombadori, Luciano Carini) hanno rivolto a Flati e alla sua arte:
dove la scoperta dipende anche dal senso della bellezza tradotto nell'eleganza delle formule»
(Luigina Bortolatto)
(Claudio Strinati)
(Sandro Serradifalco)
(Daniele Radini Tedeschi)
"Informazione minima", "Informazione olografica"; "Interregno", "It from qbit 1", "Lei viene incontro", "Transizione 1"... Questi alcuni dei titoli delle composizioni che, nella luminosa leggerezza, nella fragile profondità, abbattuta definitivamente la pretesa naturalistica della visibilità del mondo attraverso la rappresentazione, inseguono un mondo stellare e materico, appena mosso dal vortice di una metamorfosi che lo trasforma in ogni momento. Dove la vita appare come un unico evento, una specie di gigantesca fiamma che brucia lentamente e da cui partono mille e mille fuochi e fuocherelli individuali, che non sono però mai fisicamente disgiunti dalla fiamma principale. "Paesaggi" e "luoghi" colti dall'occhio tutto (solo all'apparenza) "mentale" di Flati, mossi da un maelström d'energia per cui le "cose", i "segni" - barbagli o residui di sabbia e di gesso, corpuscoli in cerca di una forma appena riconoscibile- diventano la leggerissima trabeazione di un sogno lungamente covato e fluttuante, sottratto al rigore intellettuale, affidato alla purissima sostanza delle immagini di mondi immaginari e dolcemente ossessivi.»
(Renato Minore)
Sono le relazioni che tengono insieme arte, religione e scienza ad entrare nel gioco rappresentativo di Giancarlo Flati e a suscitare una pensosa e partecipante reazione estetica. In ciò consiste l'indubbia originalità di un'opera che si distingue non solo per la sua maniera di vedere ma anche per lo straordinario spettacolo che invita gli osservatori ad attraversare, con la medesima intensità intellettuale e sentimentale, l'esperienza percettiva della "materia in movimento"»
(Duccio Trombadori)
E forse è proprio questo ciò che affascina e conquista nell'espressione di Giancarlo Flati, la sua ricerca costante, il suo sforzo prolungato e continuo nel rendere tutto questo a livello estetico-artistico nella piena consapevolezza che da sempre il linguaggio simbolico e dunque arte, bellezza, filosofia e scienza altro non sono che il nostro riparo quotidiano, l'unica strada percorribile per capire le nostre origini e trovare nuovi spunti per affrontare il futuro.
Interessante e coinvolgente, pertanto, l'espressione di Giancarlo Flati e il suo percorso di ricerca che, partito dal figurativo, è gradualmente giunto all'Informale per approdare poi all'attuale espressione molto vicina al Concettuale, ma con caratteristiche e risultati del tutto personali.»
(Luciano Carini)
(Daniele Radini Tedeschi)

## Premi e riconoscimenti
Nel 2005 gli viene conferito il Premio Museo Michetti (sezione ricerca scientifica).
Nel 2016 vince il concorso per il premio copertina della rivista USA Art & Beyond - Luglio/Agosto 2016.

## Attività scientifica e pubblicazioni
È autore e coautore di vari studi di chirurgia specialistica e di oltre trecento pubblicazioni scientifiche edite su riviste italiane e straniere aventi come oggetti principali delle sue ricerche la messa a punto di nuove tecniche microchirurgiche, il trattamento dell'infertilità maschile ed il management delle patologie endocrine, gastrointestinali, pancreatiche infiammatorie e neoplastiche.
È inoltre autore dei seguenti libri:
- Varicocele ed infertilità maschile (con Gentile e Lenzi), SEU, 2006.
- Giancarlo Flati, Il segreto del pendolo di Bentov. Co-Scienza, estetica dell'invisibile e ordini nascosti, Aracne Editrice, 2013, ISBN 978-88-548-5850-3.
- Giancarlo Flati, Attimi di silenzio, Fondazione Mario Luzi Editore, 2015, ISBN 9788867480760.
- Giancarlo Flati, Ai Margini della Mente Creativa, Società Editrice Universo, 2017, ISBN 978-88-6515-133-4.
- Giancarlo Flati, L’Albero dei Mabits. Manifesto per un Rinascimento Umano ed Artistico nel Tempo delle Nuvole Super Intelligenti, Aracne Editrice, 2020, ISBN 978-88-255-3597-6.